# ペドロ・モラレス
ペドロ・モラレス（Pedro Morales、1942年10月22日 -  2019年2月12日）は、アメリカ合衆国のプロレスラー。プエルトリコ・クレブラ島の出身だが、少年期に家族と共にニューヨークのブルックリンに移住。主にWWWFおよびWWFで活躍していた。ニックネームは「ラテンの魔豹」。
ドロップキックの名手として知られ、日本では彼がジャイアント馬場に、この技を教え32文ロケット砲が誕生したというエピソードでも有名。

## 来歴
1958年11月、WWWFの前身団体であるキャピトル・レスリング・コーポレーションにてデビュー。WWWF発足期の1963年には、バディ・ロジャースが保持していた世界ヘビー級王座にも挑戦した。ドロップキックを得意としていたように、若い頃は華麗な空中殺法の使い手として鳴らした。
その後、彼のスター性に目をつけたフレッド・ブラッシーの仲介で、ブラッシーのホームリングだったロサンゼルスのWWAに移籍。同団体のスター選手となり、1965年3月12日にザ・デストロイヤーからWWA世界ヘビー級王座を奪取。WWA世界タッグ王座も1966年6月から1967年12月にかけて、ブラッシー&バディ・オースチン、カール・ゴッチ&マイク・デビアスなどのチームを破り、パートナーを代えつつ通算6回に渡って獲得した。その後も西海岸および太平洋エリアでの活動を続け、1969年11月4日にはハワイのホノルルでジン・キニスキーからNWA北米ヘビー級王座を奪取している。
1971年、ブルーノ・サンマルチノに替わる新しいニューヨークの主役として、ビンス・マクマホン・シニアに呼び戻されWWWFに復帰。同年2月8日、マディソン・スクエア・ガーデンでイワン・コロフを下し、第4代WWWF世界ヘビー級王者となる。以後、プエルトリカンのヒーローとして、イタリア系のサンマルチノと同様、ニューヨークに住む同郷の移民からの熱狂的な支持を集めた。1972年9月30日には、サンマルチノを挑戦者にシェイ・スタジアムで防衛戦を行った（深夜23時以降の興行を禁止する州条例により、75分時間切れ引き分け）。その後も防衛戦を続け長期政権を築いたが、1973年12月1日、スタン・スタージャックに敗れて王座から陥落した。
1974年にWWWFを離れ、NWAのサンフランシスコ地区やフロリダ地区、AWAなどで活躍。サンフランシスコではピーター・メイビアやパット・パターソンと共闘して、ムーンドッグ・メイン、アンジェロ・モスカ、ザ・ブルートらと抗争。AWAでは1977年上期にニック・ボックウィンクルのAWA世界ヘビー級王座に再三挑戦、盟友のメイビアと組んでブラックジャック・ランザ&ボビー・ダンカンのAWA世界タッグ王座にも挑戦している。
フロリダでは因縁のコロフやパターソン、ディック・スレーター、ラーズ・アンダーソンなどを抗争相手に南部ヘビー級王座やTV王座を争った。1977年9月1日にはマイアミに遠征してきた新WWWF王者スーパースター・ビリー・グラハムに挑戦し、10月にはセントピーターズバーグとウェストパームビーチにてハーリー・レイスのNWA世界ヘビー級王座に連続挑戦。黒人レスラーのロッキー・ジョンソンとのコンビでも人気を博し、1977年9月にコロフ&パターソン、1978年1月にコロフ&ミスター・サイトーを破りフロリダ・タッグ王座を2度獲得している。

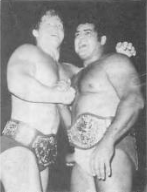
ボブ・バックランド（左）との新旧王者コンビでWWFタッグ王座を獲得（1980年）

1980年よりWWFに戻り、8月9日の『ショーダウン・アット・シェイ』ではWWF王者ボブ・バックランドと組んでワイルド・サモアンズからWWFタッグ王座を奪取。同年12月8日にはケン・パテラを下してIC王座にも戴冠。WWE王座、IC王座、タッグ王座をすべて制覇した最初の選手となった。IC王座は1981年6月20日にドン・ムラコに敗れて一時陥落するも、11月23日に奪還に成功、以降1983年1月22日に再びムラコに奪われるまで、長期間に渡って保持した。
IC王座陥落後はプエルトリコに凱旋し、カルロス・コロンの主宰するWWCにて活動。1983年4月30日にはコロンとのコンビでメディックス（ホセ・エストラーダ&ジョニー・ロッズ）を破り、WWC世界タッグ王座を獲得。シングルでは同年6月25日にバディ・ランデル、1984年3月23日にスウィート・ダディ・シキから北米ヘビー級王座を奪取している。
1985年、ビンス・マクマホン・ジュニアの新体制下となったWWFに復帰。ニューヨーク、カリフォルニア、フロリダなど、かつての主戦場を中心に全米サーキットへ参加した。1986年4月7日の『レッスルマニア2』ではシカゴ大会で行われたバトルロイヤルに出場し、7万人を超える大観衆を動員した同年8月28日の『ザ・ビッグ・イベント』では "キング" ハーリー・レイスと対戦している。1987年の引退後は、WWFのスペイン語放送のカラー・コメンテーターも務めた。1995年には長年の功績をたたえ、WWF殿堂に迎えられた。
晩年はパーキンソン病を患い、2019年2月12日に死去。76歳没。

### 日本での活躍
1966年3月、WWA世界ヘビー級王者として日本プロレスの『第8回ワールドリーグ戦』に初来日。日本陣営との公式戦ではジャイアント馬場には敗れるも、キム・イルとは引き分け、吉村道明、芳の里、上田馬之助、ミツ・ヒライ、ミスター・モトからは勝利を収め、外国陣営ではウイルバー・スナイダーに次ぐ2位の戦績を残した。
8年ぶりの来日となる1974年5月には、当時WWWFと提携していた全日本プロレスの『MSGシリーズ』に、ゴリラ・モンスーンやスパイロス・アリオンらと共に参戦。WWWFの代表選手として、シリーズ最終戦の6月13日、東京都体育館において馬場とPWFヘビー級王座・MSG杯を争った。
1976年4月、WWWFの新しい提携先となった新日本プロレスに初参戦し、新日本版の『第3回ワールドリーグ戦』に出場。全勝で優勝戦に進出して、坂口征二に敗れるも準優勝の戦績を収めた。リーグ戦ではキラー・カール・クラップを相手に流血戦も演じた。リーグ戦終了後の5月13日にはWWA時代からの盟友ビクター・リベラと組んで、坂口&ストロング小林が保持していた北米タッグ王座にも挑戦している。
以降も新日本プロレスに度々登場して、1978年7月24日に広島県立体育館、1979年12月4日に大阪府立体育館において、アントニオ猪木のNWFヘビー級王座に2回挑戦した。1979年の来日時には、前述の『ショーダウン・アット・シェイ』に先駆けてバックランドとの新旧WWF王者コンビやダスティ・ローデスとのドリーム・チーム、さらにはタイガー・ジェット・シンとの異色タッグも実現した。1985年5月の『IWGP&WWFチャンピオン・シリーズ』への特別参加が現役最後の来日となった。

## 得意技
- モラレス・ロック
- ペドロ・スペシャル
- カリビアン・キャノンボール
- ダイビング・ニー・ドロップ
- ダイビング・フット・スタンプ
- ドロップキック

## 獲得タイトル
ワールドワイド・レスリング・アソシエーツ
- WWA世界ヘビー級王座：2回[4]

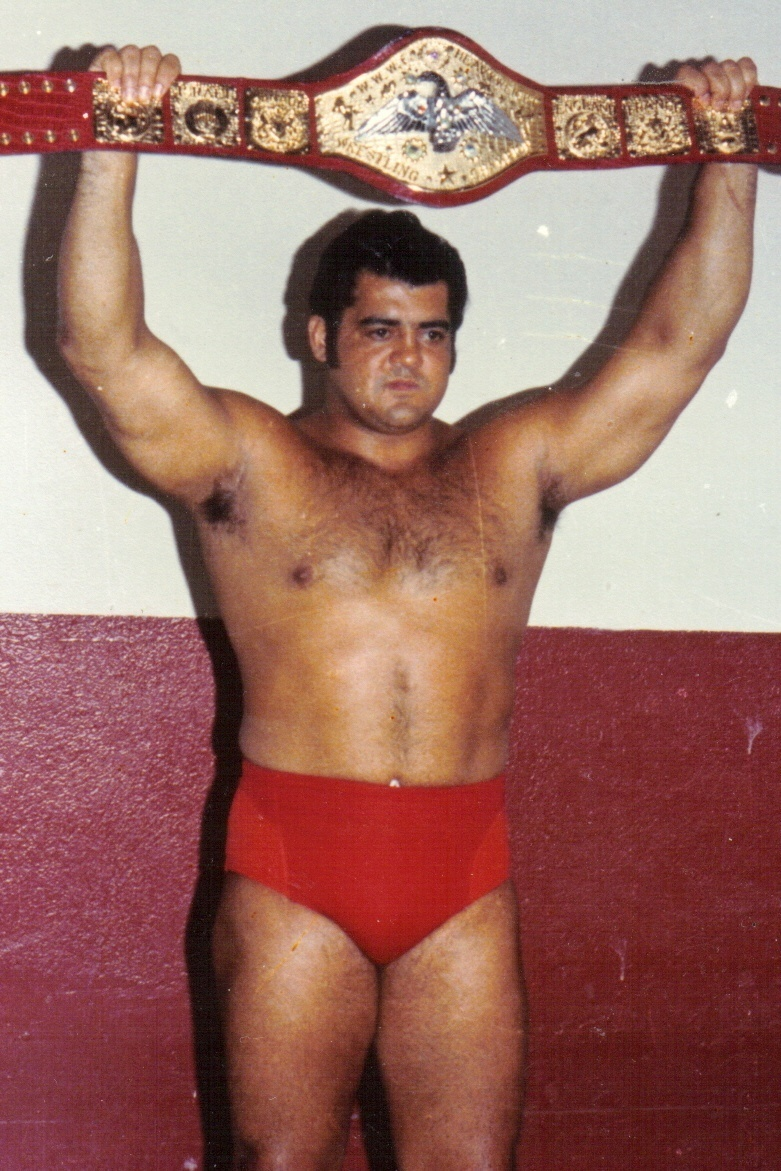
WWWFヘビー級王者時代

- WWA世界タッグ王座：6回（w / ルイス・ヘルナンデス、マーク・ルーイン、リッキー・ロメロ×2、ビクター・リベラ、トニー・パリシ）[5]

WWWF / ワールド・レスリング・フェデレーション
- WWWF USヘビー級王座：1回[30]
- WWWF世界ヘビー級王座 / WWWFヘビー級王座：1回[8]
- WWFインターコンチネンタル・ヘビー級王座：2回[18]
- WWFタッグ王座：1回（w / ボブ・バックランド）[17]
- WWF殿堂：1995年（インダクターはサビオ・ベガ）[7]

NWAサンフランシスコ
- NWA世界タッグ王座（サンフランシスコ版）：1回（w / パット・パターソン）[31]

NWAミッドパシフィック・プロモーションズ
- NWA北米ヘビー級王座（ハワイ版）：3回[6]

チャンピオンシップ・レスリング・フロム・フロリダ
- NWA南部ヘビー級王座（フロリダ版）：1回[13]
- NWAフロリダTV王座：1回[14]
- NWAフロリダ・タッグ王座：1回（w / ロッキー・ジョンソン）[16]

ワールド・レスリング・カウンシル
- WWC北米ヘビー級王座：2回[20]
- WWC世界タッグ王座：1回（w / カルロス・コロン）[19]

## エピソード
- WWAロサンゼルス時代の1964年末、アメリカ遠征中だったジャイアント馬場にドロップキックをコーチしたとされている[32]。
- タレントの明石家さんまは大好きだったレスラーとしてモラレスの名を挙げており[33]、『さんまのまんま』にジャイアント馬場がゲスト出演した際、さんまは馬場に、幼い頃に大阪府立体育館へ馬場対モラレスのシングルマッチを観戦しに行ったエピソードを語っている。